# Kurt Brunow
Kurt Brunow (* 9. März 1907 in Kolberg; † 5. März 1978 in Tostedt) war ein deutscher SS-Führer und Polizeibeamter.

## Leben und Wirken
In seiner Kindheit besuchte Brunow von 1913 bis 1921 die Knabenmittelschule in Kolberg. Anschließend war er Lehrling bei einem Uhrmachermeister. Ergänzend dazu wurde er an der gewerbliche Vorbildungsschule unterrichtet. 1925 legte Brunow die Gehilfenprüfungsarbeit bei einem Uhrmacher vor. Im Juli 1925 wurde er wegen Arbeitsmangels entlassen. Ende 1925 erhielt er eine Stellung als Hilfsmonteur bei Siemens in Berlin, wo er im Juli 1930 wegen fehlender Auslastung des Unternehmens entlassen wurde.
Zum 1. Mai 1931 trat Brunow in die NSDAP (Mitgliedsnummer 530.892) und zum 1. November desselben Jahres in die SS ein. Am 1. August 1932 wurde er Mitarbeiter beim Sicherheitsdienst der NSDAP (SD), den Reinhard Heydrich damals aufbaute. 
Wenige Monate nach der nationalsozialistischen Machtergreifung im Frühjahr 1933 wurde Brunow als Kriminalbeamter in die Geheime Staatspolizei aufgenommen, die zu dieser Zeit dem Machtbereich Hermann Görings angehörte und unter der Führung von dessen Protegé Rudolf Diels stand. Am 1. Oktober 1933 wurde er dort zum Fahndungskommando des Geheimen Staatspolizeiamtes kommandiert.
Shlomo Aronson kommt in seiner Studie zu den Anfängen des SD und der Gestapo zu dem Schluss, Brunow sei einer der geheimen SD-Leute gewesen, die in das Gestapa von Diels eingeschleust wurden. In dieser Eigenschaft habe Brunow im Rahmen des Machtkampfes zwischen Göring und Diels einerseits und Heinrich Himmler und Heydrich andererseits um die Kontrolle der Gestapo eine Rolle bei der systematischen Unterwanderung der Geheimen Staatspolizei durch den SD und bei der Intrige gespielt, die schließlich im April 1934 im Sturz von Diels als Gestapo-Chef und der Ernennung von Heydrich zum neuen Chef des Geheimen Staatspolizeiamtes gipfelte. Im Geheimen Staatspolizeiamt Berlin war Brunow ab Juli 1935 in dem von Josef Meisinger geführten Dezernat II 1 H 1 (Partei-, HJ-, BDM-Angelegenheiten) als Kriminalangestellter zugeteilt. Hauptaufgabe war dabei die Verfolgung von Verbrechen und Vergehen, die von NSDAP-Mitgliedern begangen wurden. Hier wurde er 1938 zum Kriminalassistenten befördert. Anfang 1939 erhielt er eine Versetzung für 8 Monate nach Prag, wo er in einer Personalprüfungsstelle tätig wurde.
Nach seiner Rückkehr im Dezember 1939 erfolgte die Übernahme von Brunow ins Reichssicherheitshauptamt. Hier wurde er im Referat IV A 5 b (Parteireferat) unter Kriminalrat Erich Sanders eingesetzt. Um 1942 wurde sein Arbeitsbereich dem Amt IV Gruppe C 4 (Angelegenheiten der Partei und ihrer Gliederungen) unter dem Gruppenleiter, SS-SturmbannführerKurt Stage angegliedert. Er selbst gehörte hier zum Referat IV C a. In diesem Arbeitsbereich erfolgte 1943 seine Ernennung zum Kriminalsekretär.
Nach dem Zweiten Weltkrieg war Brunow bis 1947 in Bielefeld interniert. In seinem Spruchkammerverfahren wurde am 27. November 1947 das Urteil gefällt. Es lautete wegen seiner Zugehörigkeit zur SS und dem SD neun Monate Gefängnis, die mit der Internierungszeit als abgegolten betrachtet wurden. Daraufhin siedelte er sich in Hamburg an und war dort in der Peter-Marquardt-Straße 5 wohnhaft. Im April 1976 verzog er nach Tostedt, wo er 1978 verstarb.